# Stordabrua
Stordabrua je silniční visutý most v nejbližším okolí města Leirvik v obci Stord v norském kraji Hordaland. Spolu s dalším visutým mostem Bømlabrua, s trámovým mostem Spissøybrua a s podmořským tunelem Bømlafjordtunnelen je součástí dopravního projektu Trekantsambandet spojujícího ostrovy Stord a Bømlo s pevninskou částí Norska.
Původní plány na spojení ostrovů vznikly v 60. letech a zahrnovaly stavbu pontonového mostu přes Stokksundet. V roce 1973 obecní rady obcí Bømlo, Stord a Fitjar začaly s plánováním stavby pontonového mostu mezi lokalitami Sørstokken a Foldrøyholmen, později bylo kvůli výstavbě letiště Stord lufthavn v lokalitě Sørstokken od plánování upuštěno. Po několika změnách polohy mostu bylo v 80. letech rozhodnuto o stavbě projektu Trekantsambandet; od roku 1988 podporovaly jeho výstavbu obecní rady a v roce 1991 ji schválila i norská vláda. Stavba mostu se nakonec začala 20. února 1999, hlavní pylony byly dokončeny 25. září 1999 a otevřený byl současně s tunelem Bømlafjordtunnelen 27. prosince 2000. Celkové finanční náklady na výstavbu mostu činily 442 mil. NOK.
Celková délka mostu je 1078 m a hlavní visuté pole s délkou rozpětí 677 m} patří k nejdelším v zemi. Šířka mostovky je 13.5 m, pylony jsou 97 m vysoké. Do 30. dubna 2013 bylo na mostě vybírané mýtné.